# René Jacobs
René Jacobs, född 30 oktober 1946 i Gent är en flamländsk sångare (countertenor) och dirigent.